# Michèle Pappalardo
Pour les articles homonymes, voir Pappalardo.
Michèle Pappalardo, née le 12 octobre 1956 à Toulouse (Haute Garonne), magistrate à la Cour des comptes, a notamment été Commissaire général au développement durable (2008-2011) et directrice de cabinet de Nicolas Hulot.

## Biographie
Fille de Joseph Pappalardo et Jacqueline Bernard, licenciée en sciences économiques, diplômée de l’Institut d'études politiques de Paris et ancienne élève de l’École nationale d’administration (promotion Droits de l’homme), Michèle Pappalardo a été directrice du cabinet de Michel Barnier au ministère de l'Environnement de 1993 à 1995, directrice générale de France 2 de 1996 à 1999 et présidente de l’Agence de l'environnement et de la maîtrise de l'énergie (Ademe),, de 2003 à 2008 .
Elle est le premier Commissaire général au développement durable au sein du ministère de l’Écologie, de l’Énergie, du Développement durable et de l’Aménagement du territoire. À ce titre, elle dirige le service créé le 7 juillet 2008 et chargé de mettre en œuvre la politique de la France dans le domaine du développement durable. Elle a quitté ce poste le 2 mai 2011 et pour être remplacée par Dominique Dron. Elle est nommée Fédératrice du mieux vivre en ville par Nicole Bricq, alors ministre du Commerce extérieur, le 2 mai 2013 puis coordinatrice de Vivapolis, créée par le groupe d'action internationale du Comité stratégique de filières éco-industries, sous co-tutelle du ministère de l'Écologie, du Développement durable et de l'Énergie et du ministère de l'Économie et des Finances. Ce groupe a comme vocation de fédérer des acteurs français du développement urbain et de les promouvoir à l'international.
Plus ponctuellement, elle a été en 2010 présidente du jury de l'ENA, avec un rapport de fin de mission, publié sur internet, qui a suscité quelques réactions : la cravate ne fait pas l'énarque, quoique....
Michèle Pappalardo est, depuis 2012, membre de l'Académie des technologies.
En février 2017, elle est nommée présidente du conseil de développement de la métropole du Grand Paris, ainsi que présidente de chambre à la Cour des comptes.
En mai 2017, elle est nommée directrice de cabinet du ministre de la transition écologique et solidaire, Nicolas Hulot,, puis conserve ce poste lorsque François de Rugy devient ministre. Alors que François de Rugy souhaitait la nomination de Véronique Hamayon, sa directrice de cabinet à la présidence de l'Assemblée nationale, le Premier ministre privilégiait le maintien de Michèle Pappalardo.
Elle revient à la Cour des comptes le 1er novembre 2018 où elle préside la formation interjuridictions sur les finances publiques locales. Elle est nommée, le 2 février 2019, rapporteure générale du rapport public et des programmes de la Cour des comptes . Elle fait valoir ses droits à la retraite en 2021.
Elle est vice-présidente de la Fondation Nicolas Hulot, présidente du comité du label Investissement socialement responsable. Elle travaille à la création de la Fondation universitaire Gustave Eiffel sur la ville durable. Elle est membre du comité de surveillance de la Caisse des dépôts et consignations, du comité de surveillance des investissements d’avenir et du collège des personnalités qualifiées de la Fondation François-Sommer pour la chasse et la nature.
En octobre 2021, elle est nommée présidente du comité du label ISR,.
Elle fonde en avril 2021 le cabinet de conseil "Michèle Pappalardo conseil", qui se donne pour spécialiste des  "stratégies de développement durable".
Elle est auditionnée le 28 février 2023, comme ancienne directrice de cabinet de Nicolas Hulot, conjointement avec ce dernier, par la Commission d'enquête visant à établir les "raisons de la perte de souveraineté énergétique de la France". Au cours de cette audition, elle assume avoir écarté les conclusions du rapport sur le "maintien des capacités industrielles de la filière nucléaire" (rapport Collet-Billon / d'Escatha) : "Préconiser un plan de construction de centrales ne correspondait pas du tout à ce que nous attendions." Relancée par le président de la Commission — "Vous avez commandé un rapport sur l’avenir de la filière. Pour la préserver, celui-ci préconise de construire des centrales. Pourquoi dites-vous que ce n’était pas la réponse que vous attendiez ?" —, elle réitère : "Nous considérions que ce n'était pas l'objet de ce rapport. "

## Décorations
- Officière de la Légion d'honneur par décret du 13 juillet 2011[22]
  -  Chevalière de la Légion d'honneur du 25 juin 2003, par décret du 17 avril 2003 pour ses 24 ans de services civils[23]
- Commandeure de l'ordre national du Mérite par décret du 14 novembre 2016[24]
  -  Officière de l'ordre national du Mérite le 12 octobre 2008, par décret du 30 janvier 2008[25]
  -  Chevalière de l'ordre national du Mérite le 21 octobre 2000, par décret du 15 mai 2000 pour ses 21 ans de service[26]